# Ken Hyde
Ken Hyde (* Juni 1915 in St. Helen’s; † Juni 2010) war ein englischer Tischtennisspieler. Er nahm vor dem Zweiten Weltkrieg an sechs Weltmeisterschaften teil und gewann 1939 zwei Bronzemedaillen.

## Werdegang
Ken Hyde wurde 16 mal in die englische Nationalmannschaft berufen, erstmals 1932 für einen Länderkampf gegen Irland. Von 1934 bis 1939 wurde er für alle sechs Weltmeisterschaften nominiert. Dabei wurde er 1938 mit der englischen Mannschaft Fünfter. 1939 gewann er sowohl im Doppel mit Hyman Lurie als auch im Teamwettbewerb Bronze. 1937 belegte er in der englischen Rangliste Platz eins. 1948 beendete er wegen gesundheitlicher Probleme.
Ken Hyde gewann gegen Weltklassespieler wie Victor Barna (1937), Bohumil Váňa und Miklós Szabados.

## Privat
Ken Hyde hatte noch zwei ältere Brüder, Cecil und Eric. Mit Eric spielte er häufig erfolgreich Doppel. Ken studierte an der Universität in Liverpool und erwarb hier den Bachelor für Chemie (B.SC). 1940 heiratete er und meldete sich danach bei der Royal Air Force, wo er dreieinhalb Jahre lang in Afrika stationiert war. Seinen Lebensunterhalt verdiente er als Geschäftsführer und Berater in mehreren Unternehmen, wo er weltweit tätig war. Zuletzt lebte Ken Hyde in Hertfordshire.

## Turnierergebnisse
| Verband | Veranstaltung     | Jahr | Ort     | Land | Einzel        | Doppel        | Mixed         | Team |
| ------- | ----------------- | ---- | ------- | ---- | ------------- | ------------- | ------------- | ---- |
| ENG     | Weltmeisterschaft | 1939 | Kairo   | EGY  | Viertelfinale | Halbfinale    | letzte 32     | 3    |
| ENG     | Weltmeisterschaft | 1938 | Wembley | ENG  | letzte 32     | letzte 32     | letzte 16     | 5    |
| ENG     | Weltmeisterschaft | 1937 | Baden   | AUT  | Qual          | letzte 64     | letzte 32     | 7    |
| ENG     | Weltmeisterschaft | 1936 | Prag    | TCH  | letzte 16     | letzte 32     | letzte 16     | 8    |
| ENG     | Weltmeisterschaft | 1935 | Wembley | ENG  | letzte 32     | letzte 32     | letzte 16     |      |
| ENG     | Weltmeisterschaft | 1934 | Paris   | FRA  | letzte 16     | Viertelfinale | Viertelfinale | 7    |